# K2-68
K2-68, EPIC 206159027 — одиночная звезда в созвездии Водолея на расстоянии приблизительно 553 световых лет (около 170 парсек) от Солнца. Видимая звёздная величина звезды — +12,98m.
Вокруг звезды обращается, как минимум, одна планета.

## Характеристики
K2-68 — оранжевый карлик спектрального класса K. Масса — около 0,73 солнечной, радиус — около 0,675 солнечного, светимость — около 0,212 солнечной. Эффективная температура — около 4721 К.

## Планетная система
В 2016 году командой астрономов, работающих с фотометрическими данными в рамках проекта Kepler K2, было объявлено об открытии планеты K2-68 b.